# Friesenheim (Badenia-Wirtembergia)
Friesenheim – miejscowość i gmina w Niemczech, w kraju związkowym Badenia-Wirtembergia, w rejencji Fryburg, w regionie Südlicher Oberrhein, w powiecie Ortenau. Leży ok. 10 km na północ od centrum Offenburga, przy drodze krajowej B3.